# Minerały ilaste

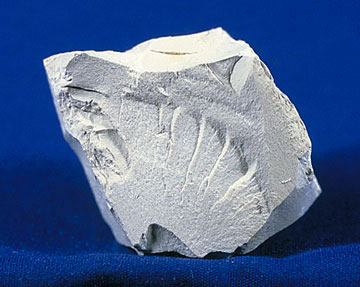
kaolin

Minerały ilaste (nazwa pochodzi od gr. ilos = błoto) – minerały zbudowane z uwodnionych glinokrzemianów glinu (a także magnezu i żelaza) o charakterystycznej, warstwowej budowie krystalicznej. Jedna z warstw zawiera tetraedry krzemianowe, których centra stanowią Si4+
 otoczone czterema atomami tlenu. Tetraedry te połączone są ze sobą tworząc heksagonalny układ jednostek Si
2O2−
5. Drugą warstwę tworzą oktaedry wodorotlenku glinu, w których Al3+
 otoczone są sześcioma grupami hydroksylowymi. Warstwy łączą się ze sobą w charakterystyczne układy, które decydują o ich właściwościach i stanowią podstawę klasyfikacji minerałów ilastych.
Stanowią główny składnik skał ilastych: iłów, iłowców, łupków ilastych, glin, zwietrzelin oraz gleb. Są bardzo rozpowszechnione i mogą także wchodzić w skład takich skał osadowych jak: margle, mułowce, piaskowce, wapienie.
Do minerałów ilastych zaliczane są minerały:
- grupa kaolinitu i serpentynów: kaolinit, nakryt, dickit, haloizyt, metahaloizyt, antygoryt, lizardyt, chryzotyl, garnieryt, nepouit, greenalit, serpentyn
- grup talku i pirofyllitu: talk, kerolit, pirofyllit
- montmorillonity: montmorillonit, beidellit, nontronit, saponit
- grupa miki i hydromikimiki: illity, brammalit, glaukonit, seladonit, muskowit, flogopit, paragonit, lepidolit, folidoid hydromuskowit, hydrobiotyt, hydroflogopit
- grupa smektytu
- grupa chlorytu: kinochlor (Mg), szamozyt (Fe) (oraz jego odmiana turyngit), nimit (Ni), pennantyt (Mn-rich).,
- wermikulit
- grupa sepiolitu i pałygorskit
- imogolit
- "grupa" allofanu
- Minerały mieszanopakietowe: rektoryt (dioktaedryczny, mika/montmorillonit, 1:1), tosudyt (dioktaedryczny, chloryt/smektyt, 1:1), korensyt (trioktaedryczny, chloryt/wermikulit lub chloryt/smektyt), hydrobiotyt (biotyt/wermikulit, 1:1), aliettyt (talk/saponit), kulkeit (talk/chloryt, 1:1).

Są to zasadowe krzemiany i glinokrzemiany glinu, magnezu i żelaza; czasami też: potasu, sodu, wapnia, manganu i niklu.
Niektóre tworzą skały np. kaolinit – kaolin, montmorillonit – bentonit.
Krystalizują przeważnie w układzie krystalograficznym jednoskośnym lub trójskośnym. Odznaczają się niewielką twardością (do 2,5 w skali Mohsa).

## Występowanie
Są produktem przeobrażeń wietrzeniowych zachodzących na lądach i w morzach, oraz procesów hydrotermalnych niskich temperatur.

## Zastosowanie
Wiele z nich znajduje zastosowanie jako surowce ceramiczne. Są używane do produkcji materiałów izolacyjnych i ogniotrwałych, papieru, gumy, kosmetyków, farmaceutyków, nawozów i barwników. Bywają stosowane w przemyśle elektronicznym, chemicznym, budowlanym, włókienniczym, cukrowniczym, browarnictwie. Służą do filtrowania wody pitnej, stanowią składnik płuczki wiertniczej. Rekultywuje się nimi tereny skażone metalami ciężkimi i produktami ropopochodnymi.